# Muscolo flessore breve del mignolo (piede)
Nell'anatomia umana il muscolo flessore breve del mignolo è un muscolo del piede. Si ritrova sotto l'abduttore ed è coperto da esso. Questo muscolo origina dalla base del quinto metatarso e si va ad inserire alla base della falange prossimale del 5° dito.